# وینگز ایر
وینگز ایر (به انگلیسی: Wings Air) یک شرکت هواپیمایی اندونزیایی با کد یاتا IW است که در تاریخ ۲۰۰۳ میلادی تأسیس شده است. این شرکت هواپیمایی به ۲۴ مقصد، پرواز مستقیم انجام می‌دهد.